# Saison 2013 de l'équipe cycliste Astana
La saison 2013 de l'équipe cycliste Astana est la septième de cette équipe.

## Préparation de la saison 2013

### Sponsors et financement de l'équipe
Depuis principal sponsor de l'équipe Astana est le fonds souverain kazakhstanais Samrouk-Kazyna. Specialized est le fournisseur de cycles d'Astana depuis 2010,. Le budget de l'équipe pour cette saison est d'environ 12 millions d'euros.

### Arrivées et départs
| Arrivées           | Équipe 2012                        |
| ------------------ | ---------------------------------- |
| Valerio Agnoli     | Liquigas-Cannondale                |
| Jakob Fuglsang     | Saxo Bank-Tinkoff Bank             |
| Andrea Guardini    | Farnese Vini-Selle Italia          |
| Evan Huffman       | California Giant Berry-Specialized |
| Arman Kamyshev     | Astana Continental                 |
| Alexey Lutsenko    | Astana Continental                 |
| Vincenzo Nibali    | Liquigas-Cannondale                |
| Ruslan Tleubayev   | Astana Continental                 |
| Alessandro Vanotti | Liquigas-Cannondale                |

| Départs                 | Équipe 2013        |
| ----------------------- | ------------------ |
| Dmitriy Fofonov         | retraite           |
| Valentin Iglinskiy      | AG2R La Mondiale   |
| Robert Kišerlovski      | RadioShack-Leopard |
| Roman Kreuziger         | Saxo-Tinkoff       |
| Yevgeniy Nepomnyachshiy | Astana Continental |
| Evgueni Petrov          | Saxo-Tinkoff       |
| Sergey Renev            | Astana Continental |
| Alexandre Vinokourov    | retraite           |

## Coureurs et encadrement technique

### Effectif
| Cycliste            | Date de naissance | Nationalité | Équipe 2012                        |
| ------------------- | ----------------- | ----------- | ---------------------------------- |
| Valerio Agnoli      | 6 janvier 1985    | Italie      | Liquigas-Cannondale                |
| Fabio Aru           | 3 juillet 1990    | Italie      | Astana                             |
| Assan Bazayev       | 22 février 1981   | Kazakhstan  | Astana                             |
| Borut Božič         | 8 août 1980       | Slovénie    | Astana                             |
| Janez Brajkovič     | 18 décembre 1983  | Slovénie    | Astana                             |
| Aleksandr Dyachenko | 17 octobre 1983   | Kazakhstan  | Astana                             |
| Jakob Fuglsang      | 22 mars 1985      | Danemark    | Saxo Bank-Tinkoff Bank             |
| Enrico Gasparotto   | 22 mars 1982      | Italie      | Astana                             |
| Francesco Gavazzi   | 1er août 1984     | Italie      | Astana                             |
| Andriy Grivko       | 7 août 1983       | Ukraine     | Astana                             |
| Dmitriy Gruzdev     | 13 mars 1986      | Kazakhstan  | Astana                             |
| Andrea Guardini     | 12 juin 1989      | Italie      | Farnese Vini-Selle Italia          |
| Jacopo Guarnieri    | 14 août 1987      | Italie      | Astana                             |
| Evan Huffman        | 7 janvier 1990    | États-Unis  | California Giant Berry-Specialized |
| Maxim Iglinskiy     | 18 avril 1981     | Kazakhstan  | Astana                             |
| Arman Kamyshev      | 14 mars 1991      | Kazakhstan  | Astana Continental                 |
| Tanel Kangert       | 11 mars 1987      | Estonie     | Astana                             |
| Andrey Kashechkin   | 21 mars 1980      | Kazakhstan  | Astana                             |
| Fredrik Kessiakoff  | 17 mai 1980       | Suède       | Astana                             |
| Alexey Lutsenko     | 7 septembre 1992  | Kazakhstan  | Astana Continental                 |
| Dmitriy Muravyev    | 2 novembre 1979   | Kazakhstan  | Astana                             |
| Vincenzo Nibali     | 14 novembre 1984  | Italie      | Liquigas-Cannondale                |
| Simone Ponzi        | 17 janvier 1987   | Italie      | Astana                             |
| Kevin Seeldraeyers  | 12 septembre 1986 | Belgique    | Astana                             |
| Egor Silin          | 25 juin 1988      | Russie      | Astana                             |
| Paolo Tiralongo     | 8 juillet 1977    | Italie      | Astana                             |
| Ruslan Tleubayev    | 7 mars 1987       | Kazakhstan  | Astana Continental                 |
| Alessandro Vanotti  | 16 septembre 1980 | Italie      | Liquigas-Cannondale                |
| Andrey Zeits        | 14 décembre 1986  | Kazakhstan  | Astana                             |

### Encadrement
Cette saison voit Alexandre Vinokourov devenir manager général de l'équipe. À l'origine de la création de l'équipe en 2006, il en a été le leader jusqu'en 2012. Giuseppe Martinelli, présent dans l'encadrement depuis 2010, est manager d'équipe. Les directeurs sportifs sont Gorazd Štangelj, Alexandr Shefer, Dimitri Sedun, tous trois déjà présents la saison précédente, Jaan Kirsipuu, Stefano Zanini, Sergueï Yakovlev et Dmitriy Fofonov,,. Kirsipuu et Fofonov deviennent directeur sportif en 2013, après avoir mis fin à sa carrière de coureur,. Zanini, directeur sportif depuis 2008, est recruté cette saison par Astana notamment pour sa connaissance des classiques de printemps. Guido Bontempi, qui était directeur sportif d'Astana en 2012, n'en fait plus partie en 2013.

## Bilan de la saison

### Victoires
| Date       | Course                                    | Pays       | Classe | Vainqueur           |
| ---------- | ----------------------------------------- | ---------- | ------ | ------------------- |
| 27/02/2013 | 7e étape du Tour de Langkawi              | Malaisie   | 2.HC   | Andrea Guardini     |
| 12/03/2013 | Classement général de Tirreno-Adriatico   | Italie     | WT     | Vincenzo Nibali     |
| 19/04/2013 | 4e étape du Tour du Trentin               | Italie     | 2.HC   | Vincenzo Nibali     |
| 19/04/2013 | Classement général du Tour du Trentin     | Italie     | 2.HC   | Vincenzo Nibali     |
| 18/05/2013 | 14e étape du Tour d'Italie                | Italie     | WT     | Vincenzo Nibali     |
| 23/05/2013 | 18e étape du Tour d'Italie                | Italie     | WT     | Vincenzo Nibali     |
| 25/05/2013 | 4e étape du Tour de Belgique              | Belgique   | 2.HC   | Maxim Iglinskiy     |
| 25/05/2013 | 20e étape du Tour d'Italie                | Italie     | WT     | Vincenzo Nibali     |
| 26/05/2013 | Classement général du Tour d'Italie       | Italie     | WT     | Vincenzo Nibali     |
| 20/06/2013 | Championnat d'Estonie du contre-la-montre | Estonie    | CN     | Tanel Kangert       |
| 22/06/2013 | Championnat du Kazakhstan sur route       | Kazakhstan | CN     | Aleksandr Dyachenko |
| 30/06/2013 | 1re étape du Tour d'Autriche              | Autriche   | 2.HC   | Kevin Seeldraeyers  |
| 01/07/2013 | 2e étape du Tour d'Autriche               | Autriche   | 2.HC   | Kevin Seeldraeyers  |
| 07/08/2013 | 1re étape du Tour de Burgos               | Espagne    | 2.HC   | Simone Ponzi        |
| 24/08/2013 | 1re étape du Tour d'Espagne               | Espagne    | WT     | Astana              |

### Résultats sur les courses majeures
Les tableaux suivants représentent les résultats de l'équipe dans les principales courses du calendrier international (les cinq classiques majeures et les trois grands tours). Pour chaque épreuve est indiqué le meilleur coureur de l'équipe, son classement ainsi que les accessits glanés par Astana sur les courses de trois semaines.

#### Classiques
| Classique            | Milan-San Remo          | Tour des Flandres     | Paris-Roubaix          | Liège-Bastogne-Liège   | Tour de Lombardie      |
| -------------------- | ----------------------- | --------------------- | ---------------------- | ---------------------- | ---------------------- |
| Coureur (classement) | Enrico Gasparotto (14e) | Maxim Iglinskiy (34e) | Jacopo Guarnieri (31e) | Enrico Gasparotto (6e) | Enrico Gasparotto (5e) |

#### Grands tours
| Grand tour           | Tour d'Italie                                                            | Tour de France      | Tour d'Espagne                                    |
| -------------------- | ------------------------------------------------------------------------ | ------------------- | ------------------------------------------------- |
| Coureur (classement) | Vincenzo Nibali (1er)                                                    | Jakob Fuglsang (7e) | Vincenzo Nibali (2e)                              |
| Accessits            | 3 victoires d'étapes, classement général et Cima Coppi (Vincenzo Nibali) | -                   | 1 victoire d'étape (Contre-la-montre par équipes) |

### Classement UCI
L'équipe Astana termine à la cinquième place du World Tour avec 1 045 points. Ce total est obtenu par l'addition des 110 points amenés par la 6e place du championnat du monde du contre-la-montre par équipes et des points des cinq meilleurs coureurs de l'équipe au classement individuel que sont Vincenzo Nibali, 5e avec 474 points, Jakob Fuglsang, 30e avec 160 points, Tanel Kangert, 44e avec 116 points, Enrico Gasparotto, 45e avec 115 points, et Andriy Grivko, 69e avec 70 points,.
| Rang | Coureur            | Points |
| ---- | ------------------ | ------ |
| 5    | Vincenzo Nibali    | 474    |
| 30   | Jakob Fuglsang     | 160    |
| 44   | Tanel Kangert      | 116    |
| 45   | Enrico Gasparotto  | 115    |
| 69   | Andriy Grivko      | 70     |
| 70   | Borut Božič        | 67     |
| 75   | Simone Ponzi       | 61     |
| 141  | Maxim Iglinskiy    | 14     |
| 155  | Francesco Gavazzi  | 9      |
| 177  | Valerio Agnoli     | 4      |
| 197  | Kevin Seeldraeyers | 2      |
| 204  | Egor Silin         | 1      |
| 216  | Fabio Aru          | 1      |